# AN/SQQ-89

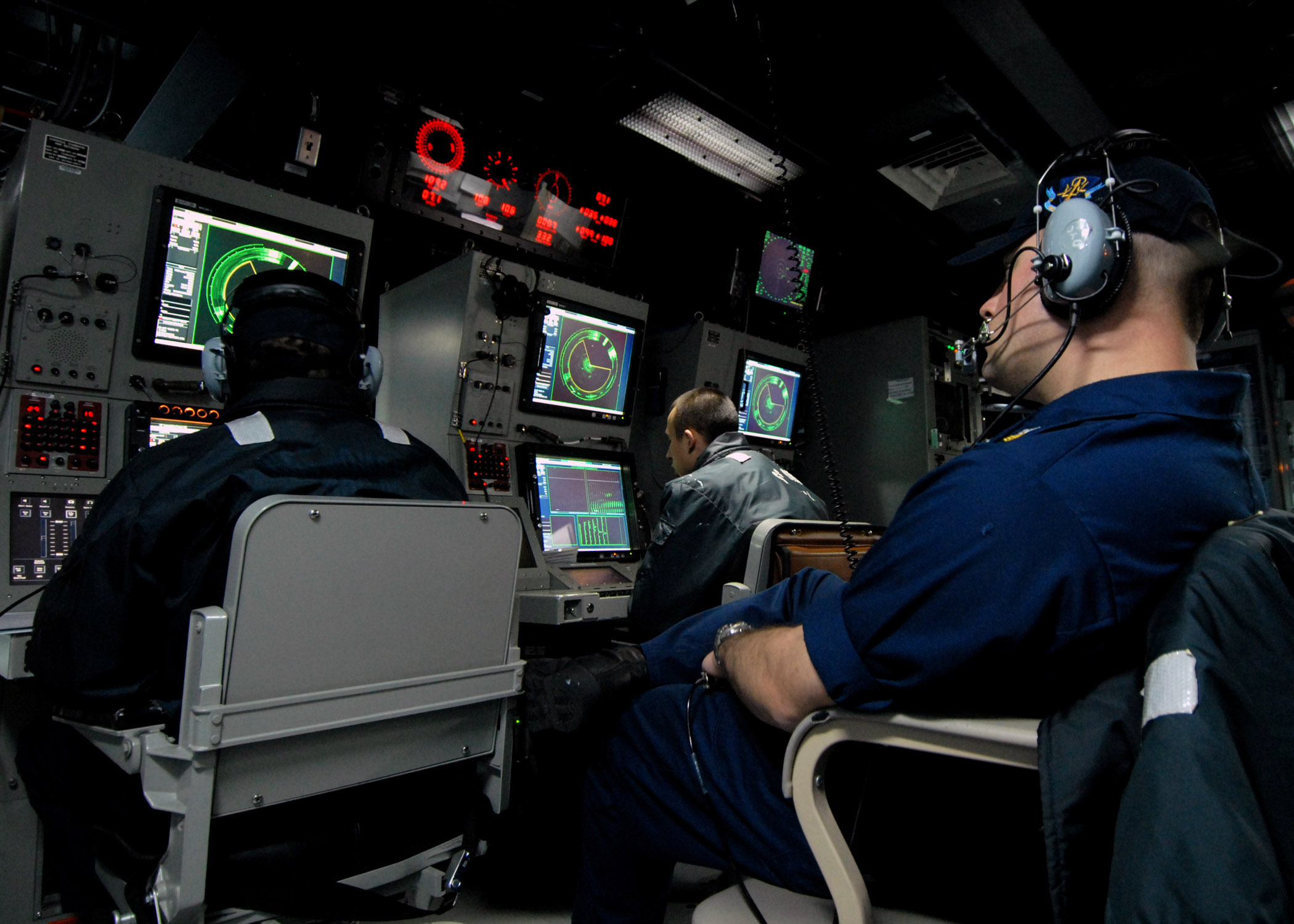
Système de l'AN/SQQ-89(V)15 à bord de l'.

L'AN/SQQ-89 est un système de combat de lutte anti-sous-marine (sigle ASM) développé par Lockheed Martin, équipé sur les navires de surface de la marine américaine depuis les années 1970.
Le système présente une image intégrée de la situation tactique en recevant, combinant et traitant les données des capteurs actifs et passifs du réseau monté sur la coque, du réseau remorqué et des bouées sonores. L'AN/SQQ-89 est intégré, sur les navires qui en sont équipés, au système de combat AEGIS et fournit une gamme complète de fonctions de guerre sous-marine, notamment des capteurs actifs et passifs, un contrôle de tir sous-marin, un entraîneur embarqué et un sous-système d'affichage très évolué. Il fournit des capacités de détection, de classification et de ciblage aux classes de navires suivantes :
- la classe Spruance
- la classe Oliver Hazard Perry
- la classe Ticonderoga
- la classe Arleigh Burke